# 马雄山
马雄山是位於中國云南省曲靖市沾益区東北部的一座山峰，属云贵高原乌蒙山系，海拔2444米，因山形酷似骏马而得名。马雄山被公认为珠江（西江）的源头，有“珠江源”之称，又是南盤江、北盤江、牛欄江三江的分水嶺，故有“一脉隔双盘、一水滴三江”的美稱。马雄山（珠江源）先后被评为省级风景名胜区、国家森林公园、国家水利风景区、国家AAAA级旅游景区，是知名的避暑胜地。马雄山植物资源十分丰富，森林覆盖率90%以上，滇兰、云南含笑、滇润楠、云南樟、滇朴、梁玉茶等为高原特有品种，其中尤以8个品种的杜鹃花最为著名。

## 外部連結
1. ↑  . www.hinews.cn.   [2024-10-07]. （原始内容存档于2024-10-07）.